# Vähäjärvi (sjö i Ikalis, Birkaland)
Vähäjärvi är en sjö i kommunen Ikalis i landskapet Birkaland i Finland. Arean är 42 hektar och strandlinjen är 3,46 kilometer lång. Sjön  ingår i Kumo älvs huvudavrinningsområde.   Den ligger omkring 58 kilometer nordväst om Tammerfors och omkring 220 kilometer nordväst om Helsingfors. 